# Volksbühne
La Volksbühne (lett.: "palco del popolo") è un teatro di Berlino, sito nel quartiere di Mitte, presso la Rosa-Luxemburg-Platz e la Rosa-Luxemburg-Straẞe.
L'edificio è posto sotto tutela monumentale (Denkmalschutz).

## Storia
Le sue origini risalgono all'organizzazione "Freie Volksbühne" del 1892. Fu costruito tra il 1913 e il 1914 su progetto di Oskar Kaufmann e venne decorato con delle sculture di Franz Metzner. Sulla facciata si trova un'iscrizione che recita Die Kunst dem Volke ("L'arte per il popolo").
Fu inaugurato il 30 dicembre del 1914 e il regista cinematografico Max Reinhardt fu il suo primo direttore. Egli mantenne l'incarico fino al 1918.
L'edificio venne danneggiato gravemente durante i bombardamenti della seconda guerra mondiale. Quando la città venne divisa, si ritrovò nella zona orientale. 
Fu ricostruito tra il 1950 e il 1954 seguendo il progetto dell'architetto Hans Richter. Da allora può ospitare ottocento persone.
Dal 1992 e per più di vent'anni il direttore fu Frank Castorf. Nel 2015, il municipio di Berlino annunciò che nel 2017 lo avrebbe sostituito con Chris Dercon. Nel settembre di quell'anno, degli attivisti di sinistra occuparono il teatro per evitare che egli assumesse l'incarico.